# Groovin' with The Chet Baker Quintet
| Recensione | Giudizio |
| ---------- | -------- |
| AllMusic   |          |

Groovin' with The Chet Baker Quintet è un album a nome The Chet Baker Quintet, pubblicato dalla casa discografica Prestige Records nell'ottobre del 1966.

## Tracce

### LP
Lato A
Testi e musiche di Richard Carpenter e Gladys Bruce.
1. Madison Avenue – 5:51
2. Lonely Star – 7:49
3. Wee, Too – 7:37

Lato B
Testi e musiche di Richard Carpenter e Gladys Bruce, eccetto dove indicato.
1. Tan Gaugin – 6:16
2. Cherokee – 6:45 (musica: Ray Noble)
3. Bevan Beeps – 5:05 (musica: Tadd Dameron)

## Formazione
The Chet Baker Quintet
- Chet Baker – flicorno
- George Coleman – sassofono tenore
- Kirk Lightsey – pianoforte
- Herman Wright – contrabbasso
- Roy Brooks – batteria

Note aggiuntive
- Richard Carpenter – produttore
- Jack McKinney – note retrocopertina album[2]